# Coupure (waardepapier)

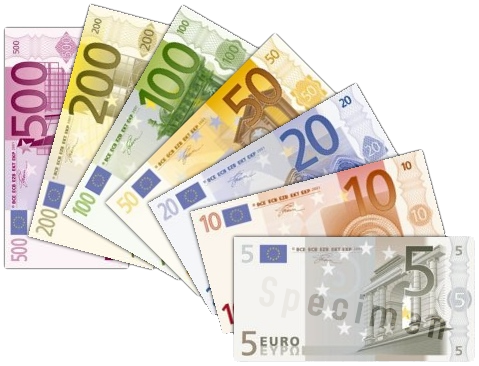
Serie van euro-bankbiljetten

De coupure is de grootte (dat wil zeggen nominale waarde) waarin bankbiljetten, aandelen of obligaties worden uitgegeven.

## Bankbiljetten
De eurobiljetten bijvoorbeeld zijn uitgegeven (volgens het decimale stelsel) in coupures van € 5, € 10, € 20, € 50, € 100, € 200 en € 500. Daarnaast een aantal kleinere coupures in de vorm van munten.

### België
De frankbiljetten (voor de euro in België in 2002 werd ingevoerd in gebruik) zijn uitgegeven in coupures van 20, 50, 100, 200, 500 1000, 2000 en 10.000 BEF. Daarnaast een aantal munten in kleinere waarden.

### Nederland
De bankbiljetten werden, in de jaren juist voordat de euro in Nederland in 2002 werd ingevoerd, uitgegeven in coupures van 10, 25, 50, 100, 250 en 1000 gulden. In het verleden bestonden ook andere coupures, zoals ƒ 5 (1950-1990, nog geldig bij invoering van de euro) en ƒ 60 (tot begin 20e eeuw). De coupures van ƒ 50 en ƒ 250 waren juist aan het einde van de 20e eeuw ge(her)introduceerd. Bovendien werden er in het verleden meermalen muntbiljetten uitgegeven in kleinere coupures, zoals ƒ 1 en ƒ 2½, maar deze werden steeds slechts tijdelijk uitgegeven, ter vervanging van de munten van die waarde.

## Aandelen
Aandelen en obligaties kunnen worden opgedeeld in kleine coupures, de zogenaamde onderaandelen, die tezamen één aandeel vormen. Ook kunnen er grotere coupures worden gebruikt, zoals coupures van 10, 100 of 1000 aandelen.